# Heinrich Wenck

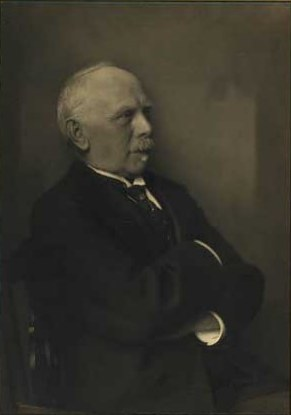
Heinrich Wenck.

Heinrich Emil Charles Wenck, född den 10 mars 1851 i Aarhus, död den 3 februari 1936 i Charlottenlund, var en dansk arkitekt. Han var son till Heinrich Theodor Wenck. 
Wenck studerade vid konstakademien i Köpenhamn 1869–1876. Han blev senare medlem av akademien och av akademirådet och 1915 av svenska konstakademien. Wencks var 1891–1921 överarkitekt vid Danske Statsbaner (statens järnvägar). Hans specialitet var bangårdsbyggnader varav främst  märks Hovedbanegården i Köpenhamn, vars grundsten lades 1907. Byggnaden stod färdig 1911 och Georg Nordensvan skriver i Nordisk familjebok att "den är genomgående praktiskt anordnad, men fyller knappt fordringarna på monumentalitet".  Vidare kan nämnas Østbanegården (1897) samt bangårdar i Aarhus, Nyborg, Svendborg, Varde, Korsør och Odense. För stationerna vid kustbanan tilldelades han årsmedaljen 1898. Bland andra byggnader, som Wenck utförde, märks Centralposten vid Tietgensgade invid Hovedbanegården.

## Utmärkelser
- Eckersbergmedaljen,  1898[1]
- Eckersbergmedaljen, för Københavns godsbanegård,  1901[2]
- Professors namn,  1903[2]
- Dannebrogsmännens hederstecken,  1907[4]
- Kommendör av Dannebrogorden,  1911[4]
- Förtjänstmedaljen i guld,  1914[4]
- Frälsarens orden[5]
- Griporden[5]
- Röda örns orden[5]

[Redigera Wikidata]

## Galleri

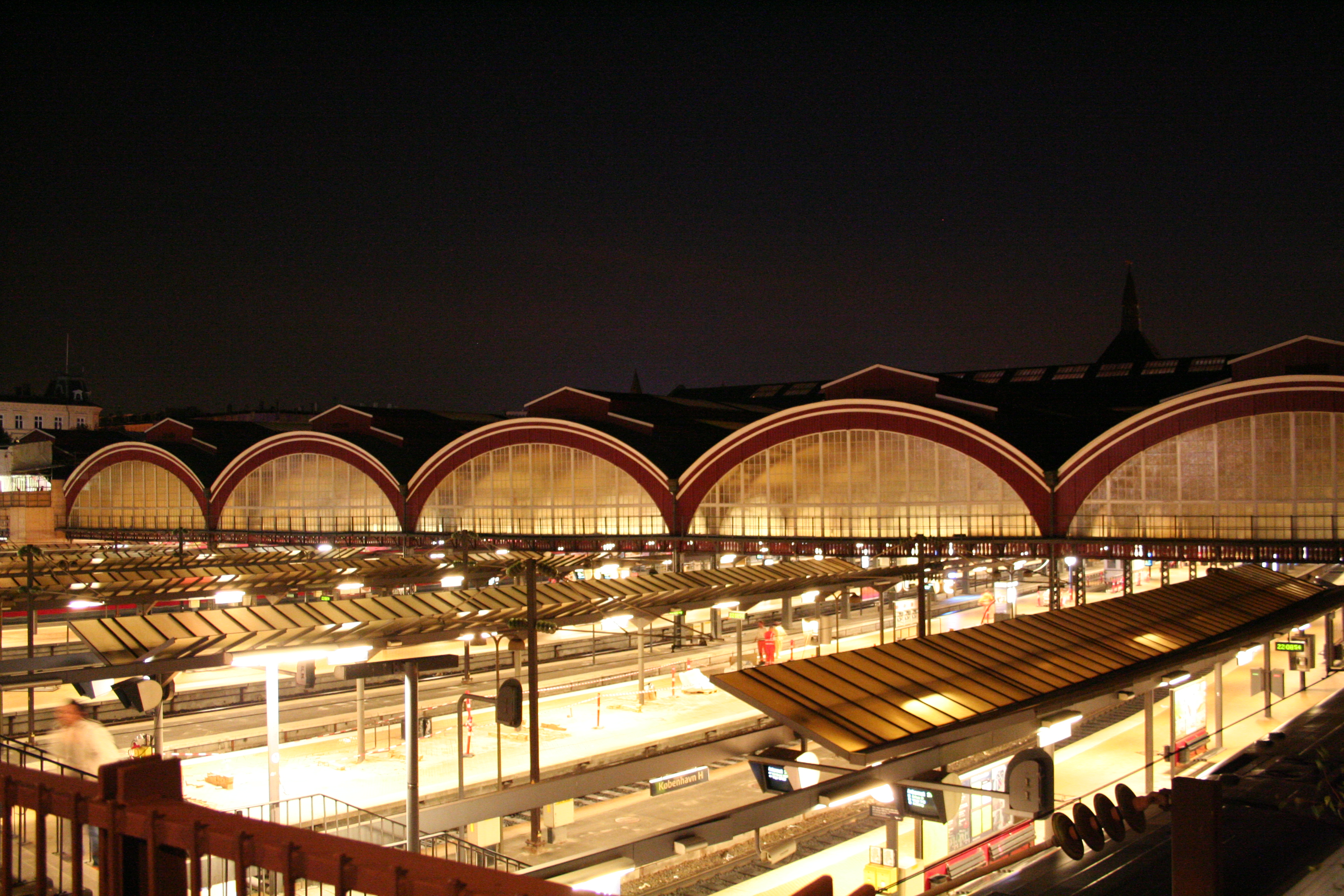
Københavns Hovedbanegård
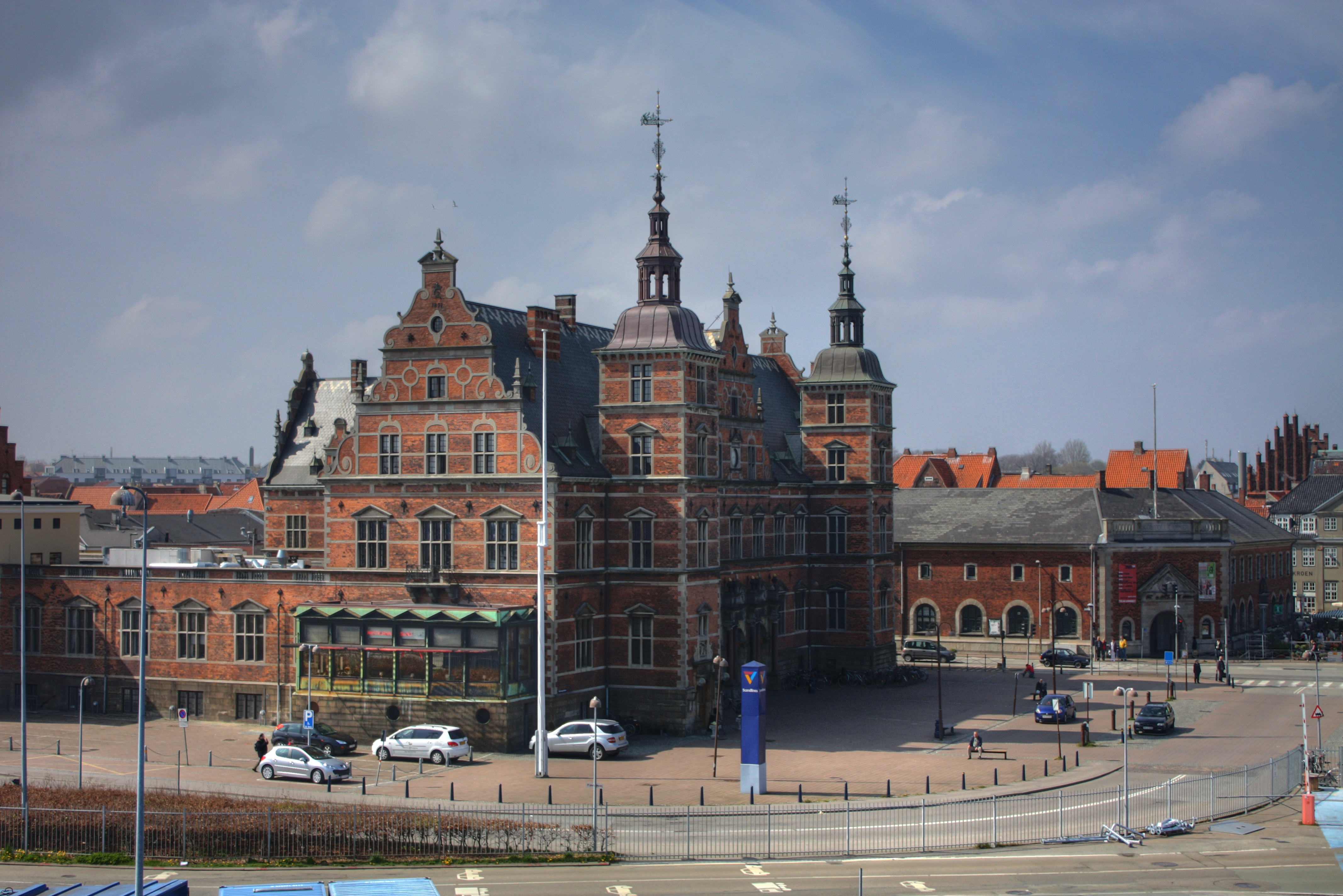
Helsingør station
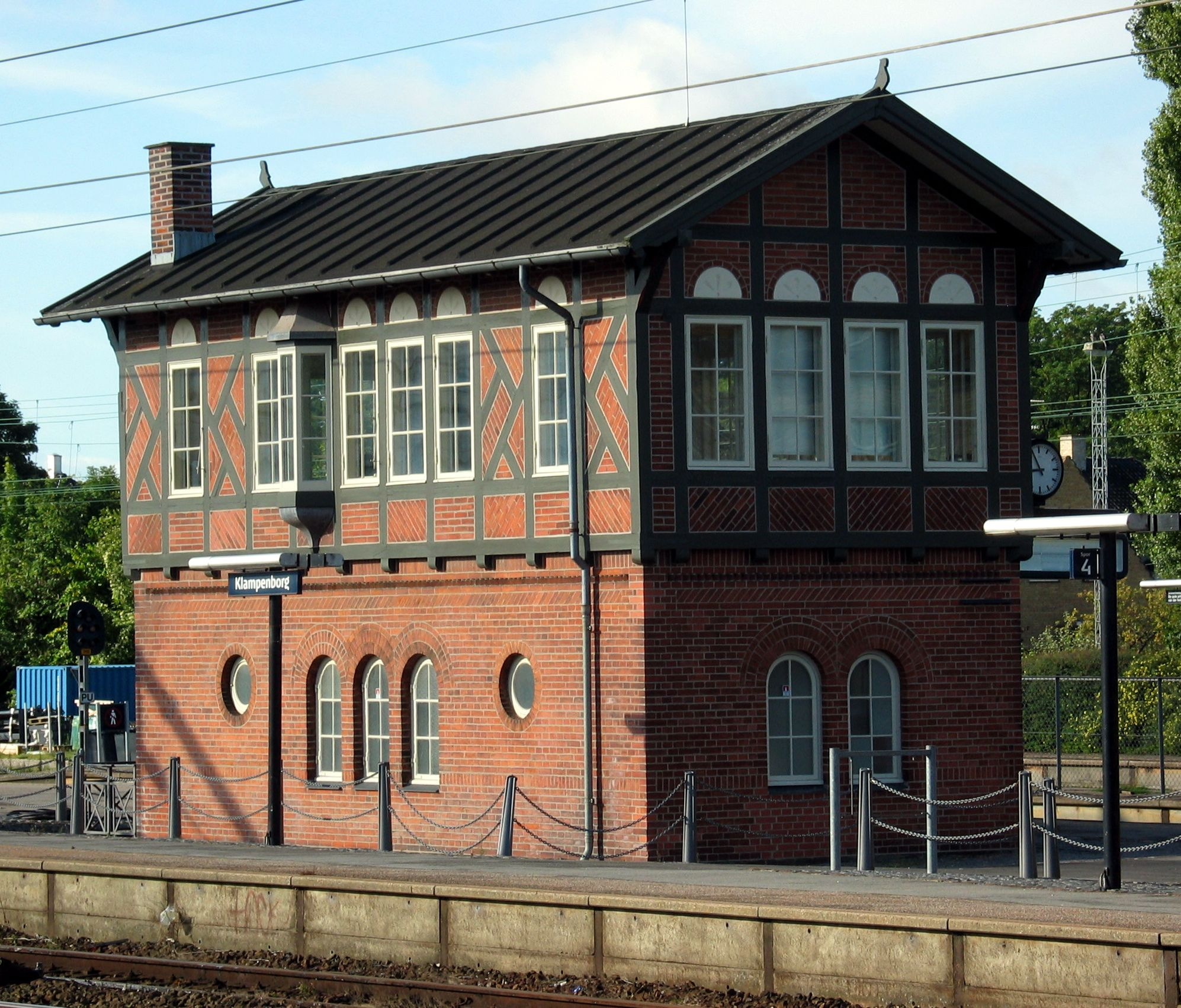
Ställverk vid Klampenborg station
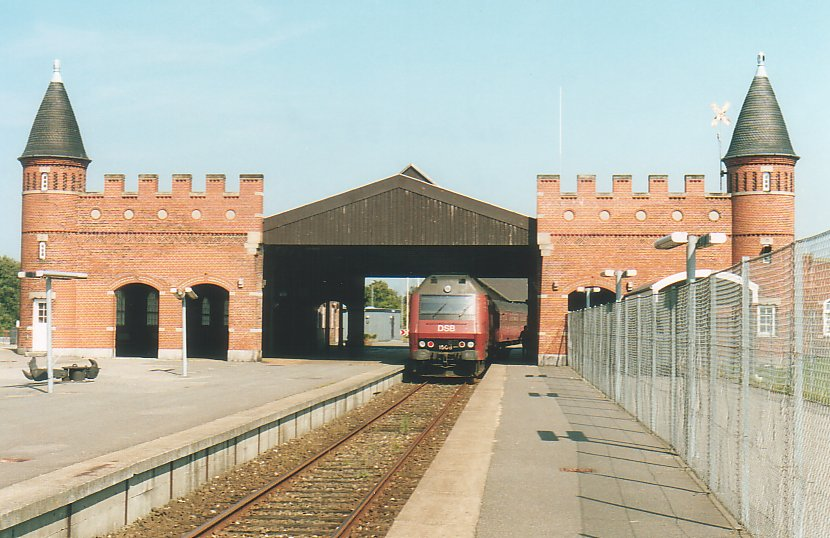
Gedser station